# Lucie Kienast
Lucie Kienast (* 1. Juni 2001 in Aschersleben) ist eine deutsche Leichtathletin, die sich auf Siebenkampf und Weitsprung spezialisiert hat. In der U20-Altersklasse zählt Kienast in beiden Disziplinen zur Weltspitze. Bei einem Mehrkampfmeeting in Halle (Saale) im Juli 2020 erreichte Kienast 6009 Punkte. Zum Ende der Hallensaison führte Kienast mit 6,48 Metern auch die Hallenweltrangliste der U20 im Weitsprung an.

## Berufsweg
Seit September 2021 befindet sie sich in der Ausbildung zur Polizeivollzugsbeamtin bei der Bundespolizei. Die Polizeimeisteranwärterin ist Angehörige der Bundespolizeisportschule Kienbaum, der Spitzensportfördereinrichtung der Bundespolizei für Sommer- und Ganzjahressportarten.

## Sportliche Laufbahn
Kienast begann ihre Karriere beim SV Lokomotive Aschersleben im Alter von 8 Jahren. Dem SV Lokomotive Aschersleben gehörte sie bis zu ihrem 14. Lebensjahr an, ehe sie im Sommer 2015 an das Sportgymnasium Halle (Saale) wechselte und sich dem SV Halle anschloss, für den sie bis 2022 startete. Im selben Jahr gewann Kienast mit der damals persönlichen Bestleistung von 5,12 m Gold bei den Mitteldeutschen Meisterschaften im Weitsprung. Im Jahr 2018 gewann sie mit einer Weite von 6,15 m im letzten Durchgang die Deutsche U18-Meisterschaft im Weitsprung in Rostock. Bei den U18-Europameisterschaften im ungarischen Győr belegte Kienast nur wenige Wochen vor ihrem Triumph bei den deutschen Meisterschaften Rang 10. Im darauffolgenden Jahr 2019 siegte sie im Fünfkampf der U20-Jährigen in Halle (Saale) in der Halle (3683 Punkte). Bei den deutschen Hallenmeisterschaften belegte Kienast im Jahr 2019 und 2020 den 4. Platz. Bei den Deutschen U20-Hallenmeisterschaften errang sie mit 4118 Punkten Gold und den Gewinn der deutschen Meisterschaft.
Im Mai 2020 verließ Lucie Kienast ihren Trainer Kai Dockhorn. Seitdem wird die U20-Siebenkämpferin vom SV Halle von Wolfgang Kühne trainiert, der schon Mehrkämpfer wie Michael Schrader und Rico Freimuth sowie Hürdensprinterin Cindy Roleder an die Weltspitze geführt hat.
Bei den Mitteldeutschen Mehrkampf-Meisterschaften in Halle (Saale) übertraf Kienast in der Altersklasse U20 erstmals die 6000-Punkte-Marke. Dieser 6009-Punkte-Mehrkampf im Juli in Halle (Saale) wurde von einer Experten-Jury als „Wertvollste Jugend-Leistung der Leichtathletik im Jahr 2020“ ausgezeichnet.
Am 21. Mai 2021 belegte sie beim Meeting „Anhalt 2021“, das Teil der World Athletics Continental Tour ist, im Weitsprung den zweiten Platz.
Beim Mehrkampf-Meeting Götzis erlitt sie Ende Mai 2021 einen Riss des vorderen Kreuzbandes im linken Knie und fiel verletzungsbedingt bis Jahresende aus.
Zum Jahresbeginn 2023 wechselte sie vom SV Halle zu Eintracht Frankfurt. Bei den Deutschen Mehrkampfmeisterschaften 2023 Anfang September in Hannover startete sie erstmalig seit ihrem Kreuzbandriss wieder im Siebenkampf und gewann die Silbermedaille.

## Persönliche Bestleistungen
Siebenkampf
- 6044 Punkte, Mai 2021 Halle/Saale

| Disziplin        | Ergebnis    | Datum      | Ort           |
| ---------------- | ----------- | ---------- | ------------- |
| 60 m             | 7,69 s      | 15.12.2020 | Halle (Saale) |
| 200 m            | 23,63       | 29.05.2021 | Götzis        |
| 800 m            | 2:18,83 min | 01.06.2019 | Filderstadt   |
| 100 m Hürden     | 13,99 s     | 29.05.2021 | Götzis        |
| Weitsprung       | 6,70 m      | 09.05.2021 | Halle (Saale) |
| Hochsprung       | 1,75 m      | 01.02.2020 | Leverkusen    |
| Kugelstoßen 4 kg | 13,83 m     | 18.07.2020 | Halle (Saale) |